# Курт Баберг
Курт Баберг (Kurt Baberg; 23 лютого 1917, Дуйсбург — 30 березня 2003) — німецький офіцер-підводник, капітан-лейтенант крігсмаріне. Кавалер Німецького хреста в золоті.

## Біографія
3 квітня 1936 року вступив у ВМС. З 25 квітня 1941 по 9 березня 1942 року — командир підводного човна U-30, з 16 квітня 1942 по 15 квітня 1944 року — U-618, на якому здійснив 6 походів (разом 380 днів у морі), з 29 квітня 1945 року — U-827. 5 травня взятий в полон, 3 грудня звільнений.
Всього за час бойових дій потопив 3 ворожих кораблі загальною водотоннажністю 15 788 брт.
| Назва           | Тип               | Належність      | Дата           | Тоннаж (БРТ) | Вантаж                      | Екіпаж | Загиблі | Місце                                                       |
| Empire Mersey   | Торговий пароплав | Велика Британія | 14 жовтня 1942 | 5 791        | 8 400 т державного вантажу  | 55     | 16      | 54°00′ пн. ш. 40°15′ зх. д. / 54.000° пн. ш. 40.250° зх. д. |
| Angelina        | Торговий пароплав | США             | 18 жовтня 1942 | 4 772        | 1 500 т піску як баласту    | 55     | 47      | 49°39′ пн. ш. 30°20′ зх. д. / 49.650° пн. ш. 30.333° зх. д. |
| Empire Kohinoor | Торговий пароплав | Велика Британія | 2 липня 1943   | 5 225        | 6000 т генеральних вантажів | 87     | 6       | 06°20′ пн. ш. 16°30′ зх. д. / 6.333° пн. ш. 16.500° зх. д.  |

## Звання
- Кандидат в офіцери (3 квітня 1936)
- Кадет (10 вересня 1936)
- Фенріх-цур-зее (1 травня 1937)
- Обер-фенріх-цур-зее (1 липня 1938)
- Лейтенант-цур-зее (1 жовтня 1938)
- Оберлейтенант-цур-зее (1 жовтня 1940)
- Капітан-лейтенант (1 вересня 1943)

## Нагороди
- Залізний хрест
  - 2-го класу (1940)
  - 1-го класу (1943)
- Нагрудний знак підводника (1 вересня 1941)
- Німецький хрест в золоті (14 січня 1944)